# Galeazzo I. Visconti
Galeazzo I. Visconti (21. ledna 1277 – 6. srpna 1328, Pescia), byl synem milánského pána Mattea I. Visconta a Bonacossi Borri. V Miláně vládl v letech 1322-1327.
24. června roku 1300 se Galeazzo oženil s Beatrice d'Este, dcerou Obizza II. d'Este – markýze z Ferrary. Následujícího roku byli Viscontiové přinuceni opustit Milán a několik let žít na dvorech rodů Este a Bonacolsi.
Roku 1322 Galeazzo získal v Miláně titul capitano del popolo, ale byl znovu přinucen opustit město. Důvodem byla vzpoura vyvolaná jeho bratrancem, Lodrisiem Viscontim. Za podpory císaře Ludvíka IV. porazil u Vapria armádu vyslanou papežem. Roku 1328 ho jeho bratr Marco obvinil ze zrady císaře a také z vraždy svého bratra Stefana Visconta. Císař ho za to nechal následně uvěznit v Monze. Galeazzo byl osvobozen v březnu 1328 a nalezl útočiště u dalšího ghibellinského šlechtice, Castruccia Castracaniho. Nicméně o pár měsíců později v Pesciu zemřel.
Jeho syn Azzone se po něm stal pánem Milána. Dcera Ricciarda se vdala za markýze Tommasa II. di Saluzzo.